# Марянка (гміна Калушин)
Марянка (пол. Marianka) — село в Польщі, у гміні Калушин Мінського повіту Мазовецького воєводства.
Населення — 30 осіб (2011).
У 1975-1998 роках село належало до Седлецького воєводства.

## Демографія
Демографічна структура станом на 31 березня 2011 року:
|          | Загалом | Допрацездатний вік | Працездатний вік | Постпрацездатний вік |
| -------- | ------- | ------------------ | ---------------- | -------------------- |
| Чоловіки | 12      | 1                  | 6                | 5                    |
| Жінки    | 18      | 0                  | 13               | 5                    |
| Разом    | 30      | 1                  | 19               | 10                   |